# Scopula fulvicolor
Scopula fulvicolor är en fjärilsart som beskrevs av George Francis Hampson 1899. Scopula fulvicolor ingår i släktet Scopula och familjen mätare. Inga underarter finns listade.